# ブライアン・ステルバート
ブライアン・ステルバートはコンピュータRPG『フェーダ』の主人公で、ソードファイターのヒューマンの男性。身長は192cm。『フェーダ・リメイク！』での声優は神奈延年。キャラクターデザインは玉木美孝。

## 経歴
元バルフォモーリア帝国軍第108陸軍猟兵大隊第42治安執行部隊第8班小隊長。特殊訓練を受けており、筋力や生命力はリザードマン並である。旧暦4628年雷鳴の月、千年戦争終盤最大の作戦「オペレーション・ジェノサイド」に参加。目的地ファウストに対し、最も奥まで進行していた第72工作戦術中隊特殊任務班に配属されていたが、ブライアンを除き中隊は全滅してしまう。
この作戦で唯一の生存者となった事から、「ファウストの亡霊」と言う忌まわしいあだ名をつけられてしまった。
新創世紀3年黒の月、バド村に出撃した際、ゲリラの姿などない平和な村を一方的に虐殺する帝国軍の姿を目撃。作戦に疑問を感じたブライアンは、無抵抗のアルシデアの少女に手をかけようとした上官アルノスに斬りかかったため、軍法会議で死刑を言い渡されてしまう。
彼は死を覚悟するも、顔見知りで、ブライアンと同じく帝国のやり方に反感を持っていたアイン・マクドガルとその部下ドーラ・システィールの手引きで脱獄し、脱走兵として帝国軍に追われる身となる。その後、成り行きでスクーデリア解放軍に参加することになり、第3遊撃部隊のリーダーとして帝国軍と戦うことになる。
ここでブライアンはメキメキと頭角を現し、帝国軍とのミリタリーバランスを覆すほどの快進撃を続ける。しかし作戦の最中、帝国軍近衛師団団長ルーク・ヘッグマイヤーとの戦いで左腕を切断されるという重傷を負い、戦線を一時離脱することになってしまう。
その後、左腕に戦闘用の義手を装着して戦線に復帰。再びルーク・ヘッグマイヤーと戦い、これを討ち取った。
解放運動成功後はロイス・ヘッグマイヤーと共にスクーデリアを離れ大陸へ渡り、その後も傭兵として活躍する姿を見かけたという情報はあるものの、その後の消息は不明である。

## 必殺技
必殺技はソード・インパルス。
『フェーダ・リメイク！』で当て身が追加され、左腕が義手になってからはガイアストライクと差し替えとなる。